# Katsuura, Tokushima

Katsuura (勝浦町 Katsuura-chō?) este un oraș în Japonia, în districtul Katsuura al prefecturii Tokushima.